# 德懷特鎮區 (伊利諾伊州利文斯頓縣)
德懷特鎮區（英語：Dwight Township）是位於美國伊利諾伊州利文斯頓縣的一個行政鎮區。

## 地方資料
根據2010年美國人口普查的數據，德懷特鎮區的面積為90.20平方千米，當中陸地面積為90.10平方千米，而水域面積為0.10平方千米。當地共有人口4256人，而人口密度為每平方千米47.18人。